# Centro de un grupo
En matemáticas, y más concretamente en teoría de grupos, el centro de un grupo es el subconjunto formado por los elementos que conmutan con todos los elementos del grupo. De manera formal, dado un grupo {\displaystyle (G,*)}, se define su centro como:
{\displaystyle \operatorname {Z} (G):=\{g\in G:\forall h\in G,g*h=h*g\}.}
El centro de {\displaystyle G} es un subgrupo, que además es abeliano, normal y característico en {\displaystyle G}.

## Ejemplos
Por ejemplo, sea G el grupo GL(2, R) de las matrices invertibles de orden 2 × 2 con coeficientes reales:
{\displaystyle A={\begin{bmatrix}a&b\\c&d\end{bmatrix}}}
Las matrices invertibles son aquellas cuyo determinante {\displaystyle \operatorname {det} (A)=(ad-bc)} es diferente de 0.
Un cálculo directo muestra que el centro de G consiste en las matrices escalares
{\displaystyle \lambda I={\begin{bmatrix}\lambda &0\\0&\lambda \end{bmatrix}},}
donde {\displaystyle \lambda } es cualquier número real distinto de cero.
Este es un caso particular del resultado siguiente:
| El centro del grupo general lineal GL(n, R) -compuesto por las matrices invertibles de orden n × n con coeficientes reales- lo forman las matrices escalares, es decir, aquellas que son un múltiplo (no nulo) de la matriz identidad de orden n. |

Para otro ejemplo, sea G el grupo de los cuaterniones. Es fácil verificar que el centro de ese grupo es {\displaystyle \langle -1\rangle =\{-1,1\}}, pues son los únicos elementos que conmutan con el resto.

## Propiedades
- Si G es abeliano (conmutativo) entonces G=Z(G).

- El centro Z(G) de un grupo G es un subgrupo normal abeliano de G.

| Demostración |
| Z(G) es un grupo: - El elemento neutro e del grupo conmuta con todos los elementos de G, luego e ∈ Z{G). - Si a, b ∈ Z(G), h ∈ G entonces {\displaystyle (a*b)*h=a*(b*h)=a*(h*b)=(a*h)*b=(h*a)*b=h*(a*b),\,} es decir que a*b ∈ Z(G). - Z(G) es invariante por la operación de tomar inversas. Si a ∈ Z(G) y g ∈ G entonces a * g = g * a. Multiplicando por a-1 por la derecha y por la izquierda se tiene que a-1 * g = g * a-1, para todo g ∈ G. Luego a-1 ∈ Z(G). Z(G) es abeliano, pues sus elementos conmutan con todos los elementos de G, luego en particular conmutan con los del centro de G. Z(G) es un subgrupo normal de G pues si z ∈ Z(G), entonces {\displaystyle g*z*g^{-1}=g*g^{-1}*z=e*z=z\in \operatorname {Z} (G).} |

- El centro de G es un subgrupo característico (invariante bajo cualquier automorfismo de G).

| Demostración |
| Sea {\displaystyle f:G\to G} un automorfismo de {\displaystyle G} y sea {\displaystyle z\in Z(G)}. Entonces, para todo {\displaystyle g\in G} {\displaystyle f(z)*g=f(z)*f(f^{-1}(g))=f(z*f^{-1}(g))=f(f^{-1}(g)*z)=f(f^{-1}(g))*f(z)=g*f(z).} en consecuencia {\displaystyle f(z)\in Z(G)}. |

## Centralizador
De manera similar a como se define el centro de un grupo G, se define el concepto del centralizador de un elemento a en G: es el subconjunto formado por los elementos de G que conmutan con a. Formalmente:
{\displaystyle C_{G}(a)\ :=\{x\in G\mid xa=ax\}.}

### Proposiciones
- El centralizador de a en G es un subgrupo de G.
- El centralizador de a en G es el mayor subgrupo de G en el que a conmuta con todos sus elementos.
- El centralizador de a es todo G si y solo si a pertenece al centro de G.
- El centro de G es la intersección de los centralizadores de cada uno de sus elementos.
- Si existe en un grupo G un único elemento a, cuyo orden es 2, entonces el centralizador de a es todo G.